# The Beach Boys Today!
Albums de The Beach Boys
The Beach Boys' Christmas Album
(1964) Summer Days (and Summer Nights!!)
(1965)
The Beach Boys Today! est le huitième album studio du groupe The Beach Boys. Il s'agit du premier des trois qui sortirent en 1965. Bien que l'album n'ait pas été considéré comme particulièrement important à l'époque, il a marqué un tournant sensible au sein du groupe et, plus particulièrement, dans la vie personnelle de Brian Wilson.
Le magazine Rolling Stone a placé l'album en 271e position de son classement des 500 plus grands albums de tous les temps. Il est également cité dans l'ouvrage de référence de Robert Dimery Les 1001 albums qu'il faut avoir écoutés dans sa vie.
Le dernier titre Bull Session with the "Big Daddy" n'est pas une chanson mais un extrait de l'enregistrement d'une interview. 

## Titres
| 1. | Do You Wanna Dance?              | Bobby Freeman                        | 2:19 |
| 2. | Good to My Baby (en)             | Brian Wilson, Mike Love              | 2:16 |
| 3. | Don't Hurt My Little Sister (en) | Brian Wilson, Mike Love              | 2:07 |
| 4. | When I Grow Up (To Be a Man)     | Brian Wilson, Mike Love              | 2:01 |
| 5. | Help Me, Ronda                   | Brian Wilson, Mike Love              | 3:08 |
| 6. | Dance, Dance, Dance              | Brian Wilson, Carl Wilson, Mike Love | 1:59 |

| 7.  | Please Let Me Wonder (en)              | Brian Wilson, Mike Love                          | 2:45 |
| 8.  | I'm So Young (en)                      | William H. Tyrus Jr.                             | 2:30 |
| 9.  | Kiss Me, Baby (en)                     | Brian Wilson, Mike Love                          | 2:35 |
| 10. | She Knows Me Too Well (en)             | Brian Wilson, Mike Love                          | 2:27 |
| 11. | In the Back of My Mind (en)            | Brian Wilson, Mike Love                          | 2:07 |
| 12. | Bull Session with the "Big Daddy" (en) | Brian Wilson, Carl Wilson, Mike Love, Al Jardine | 2:10 |